# سوکی واترهاوس
اَلیس سوکی واترهاوس (انگلیسی: Alice Suki Waterhouse؛ زادهٔ ۵ ژانویهٔ ۱۹۹۲) بازیگر، خواننده و مدل بریتانیایی است.
از فیلم‌ها یا سریال‌های تلویزیونی که وی در آن نقش داشته‌است، می‌توان به با عشق رزی، سنت‌شکن: شورشی، گروه بد، یک روز بارانی در نیویورک و ملت ترور اشاره کرد.

## زندگی‌نامه
سوکی واترهاوس در همرسمیت لندن زاده شد و فرزند دوم نورمن واترهاوس یک جراح پلاستیک و الیزابت واترهاوس یک پرستار بخش مراقبت‌های ویژه برای افراد سرطانی است. او یک برادر به نام چارلی و دو خواهر کوچکتر به نام ایمجن (بازیگر) و مادلین (مدل) دارد.

## زندگی شخصی
واترهاوس با پاپی جیمی دوستی نزدیکی دارد و با هم یک برند به نام «پاپ و سوکی» (Pop & Sukie) پایه‌گذاری کردند که در مجله‌های مشهوری چون وُگ، هارپرز بازار، دبلیو و اِل معرفی شده‌است.
سوکی در سال ۲۰۱۱ تا ۲۰۱۳ با بازیگر آمریکایی بردلی کوپر و از سال ۲۰۱۶ تا ۲۰۱۷ با دیه‌گو لونا در رابطه بود. وی سپس از اواسط سال ۲۰۱۸ با رابرت پتینسون بازیگر انگلیسی وارد رابطه شد. در مارس ۲۰۲۴، نخستین فرزند آن‌ها به دنیا آمد. این زوج نامزد هستند و در لس آنجلس اقامت دارند.

## فیلم‌شناسی

### فیلم
| سال  | نام                           | نقش                      |
| ---- | ----------------------------- | ------------------------ |
| ۲۰۱۴ | با عشق رزی                    | Bethany Williams         |
| ۲۰۱۵ | سنت‌شکن: شورشی                 | Marlene                  |
| ۲۰۱۶ | غرور و تعصب و زامبی‌ها         | Catherine "Kitty" Bennet |
| ۲۰۱۶ | گروه بد                       | Arlen                    |
| ۲۰۱۶ | دختری که بوسیدن را اختراع کرد |                          |
| ۲۰۱۸ | ملت ترور                      | Sarah Lacey              |
| ۲۰۱۸ | دنیای آینده                   | Ash                      |
| ۲۰۱۸ | جاناتان                       |                          |
| ۲۰۱۸ | باشگاه پسران میلیاردر         | Quintana                 |
| ۲۰۱۹ | کارآگاه پیکاچو                | Ms. Norman / Ditto       |
| ۲۰۱۹ | قاتلین ناشناس                 | Violet                   |
| ۲۰۱۹ | یک روز بارانی در نیویورک      | Tiffany                  |
| ۲۰۱۹ | سوختن                         | Sheila                   |
| ۲۰۲۰ | بدرفتاری                      | Sandra Wolsfeld          |
| ۲۰۲۲ | دالی‌لند                       |                          |